# Gordonia pubescens
Gordonia pubescens là một loài thực vật có hoa trong họ Theaceae. Loài này được Cav. mô tả khoa học đầu tiên năm 1787.